# 안산시 단원구의 국회의원

## 행정구역 변천
- 2002년 11월 1일 경기도 안산시 단원구 설치

## 안산시 단원구의 역대 국회의원
| 대수   | 이름           | 소속정당     | 임기                              | 선거구역                                                                                  |
| ------ | -------------- | ------------ | --------------------------------- | ----------------------------------------------------------------------------------------- |
| 제17대 | 천정배(千正培) | 열린우리당   | 2004년 5월 30일 ~ 2008년 5월 29일 | 안산시 단원구 갑: 와동, 원곡본동, 원곡1동, 원곡2동, 선부1동, 선부2동, 선부3동             |
| 제17대 | 제종길(諸淙吉) | 열린우리당   | 2004년 5월 30일 ~ 2008년 5월 29일 | 안산시 단원구 을: 고잔1동, 고잔2동, 호수동, 초지동, 대부동                                |
| 제18대 | 천정배(千正培) | 통합민주당   | 2008년 5월 30일 ~ 2012년 5월 29일 | 안산시 단원구 갑: 와동, 원곡본동, 원곡1동, 원곡2동, 선부1동, 선부2동, 선부3동             |
| 제18대 | 박순자(朴順子) | 한나라당     | 2008년 5월 30일 ~ 2012년 5월 29일 | 안산시 단원구 을: 고잔1동, 고잔2동, 호수동, 초지동, 대부동                                |
| 제19대 | 김명연(金明淵) | 새누리당     | 2012년 5월 30일 ~ 2016년 5월 29일 | 안산시 단원구 갑: 와동, 원곡본동, 원곡1동, 원곡2동, 선부1동, 선부2동, 선부3동             |
| 제19대 | 부좌현(夫佐炫) | 민주통합당   | 2012년 5월 30일 ~ 2016년 5월 29일 | 안산시 단원구 을: 고잔1동, 고잔2동, 호수동, 초지동, 대부동                                |
| 제20대 | 김명연(金明淵) | 새누리당     | 2016년 5월 30일 ~ 2024년 5월 29일 | 안산시 단원구 갑: 와동, 원곡본동, 원곡1동, 원곡2동, 선부1동, 선부2동, 선부3동             |
| 제20대 | 박순자(朴順子) | 새누리당     | 2016년 5월 30일 ~ 2024년 5월 29일 | 안산시 단원구 을: 고잔1동, 고잔2동, 호수동, 초지동, 대부동                                |
| 제21대 | 고영인(高永寅) | 더불어민주당 | 2020년 5월 30일 ~ 2024년 5월 29일 | 안산시 단원구 갑: 와동, 원곡본동, 원곡1동, 원곡2동, 선부1동, 선부2동, 선부3동             |
| 제21대 | 김남국(金南局) | 더불어민주당 | 2020년 5월 30일 ~ 2024년 5월 29일 | 안산시 단원구 을: 고잔1동, 고잔2동, 호수동, 초지동, 대부동                                |
| 제22대 | 김현(金玄)     | 더불어민주당 | 2024년 5월 30일 ~ 현재            | 안산시 을: 일동, 이동, 부곡동, 월피동, 성포동, 안산동 단원구 고잔동, 중앙동, 호수동       |
| 제22대 | 박해철(朴海澈) | 더불어민주당 | 2024년 5월 30일 ~ 현재            | 안산시 병: 단원구 와동, 원곡동, 백운동, 신길동, 초지동, 선부1동, 선부2동, 선부3동, 대부동 |

## 같이 보기
- 안산시 단원구 갑
- 안산시 단원구 을
- 안산시 을 (2024년 선거구)
- 안산시 병
- 안산시의 국회의원
- 안산시 상록구의 국회의원